# Vernonia hirsuta
Vernonia hirsuta là một loài thực vật có hoa trong họ Cúc. Loài này được (DC.) Sch.Bip. ex Walp. miêu tả khoa học đầu tiên.